# 乌瑟卡拉
烏瑟卡拉（Userkare）是埃及第六王朝的第二位法老，可能以不正常手段登位，在位時間短促，後來由前任法老特提之子佩皮一世取代。
托勒密時期的歷史學家曼涅托記載特提被自己的衛隊殺害，因此後世有人認為繼位的烏瑟卡拉便是該事件的主謀。學者根據佩皮二世時期的南薩卡拉之石上面的記載認為烏瑟卡拉確有其人，在位2至4年。在都靈王表中，特提和佩皮一世之間的空位大得可以納入烏瑟卡拉。